# Bucinellina
Bucinellina es un género con tres especies de plantas herbáceas perteneciente a la familia Gesneriaceae. Es originario de América.

## Descripción
Son plantas epífitas. Según Wiehler (1981), apartadas de los otros taxones por la depresión aplanada de su baya, por la forma achatada de los granos de polen y la forma de la corola (extremidad con dos lóbulos dorsales y tres lóbulos lateral y ventral). El número de cromosomas : 2n = 18. 

## Distribución y hábitat
Se distribuyen  por el sudoeste de Colombia (Provincia de Nariño ) y noroeste de Ecuador.

## Etimología
El nombre del género es un diminutivo de Bucinella, que a su vez es un diminutivo del latín Bučina, una trompeta muy curvada, en alusión a la forma peculiar de la corola  curvada.

## Especies
- Bucinellina nariniana
- Bucinellina paramicola